# Jody Hill
Jody Hill (født 1976) er en amerikansk instruktør og manuskriptforfatter bedst kendt for filmen Observe and Report (2009) med vennen Seth Rogen i hovedrollen.